# Xã Veale, Quận Daviess, Indiana
Xã Veale (tiếng Anh: Veale Township) là một xã thuộc quận Daviess, tiểu bang Indiana, Hoa Kỳ. Năm 2010, dân số của xã này là 1.095 người.